# Dunieburg
Die Dunieburg ist eine frühmittelalterliche Wallburg nordnordwestlich des Guts Steimke in der Stadt Uslar im niedersächsischen Landkreis Northeim.

## Geschichte
Zur Dunieburg ist keine historische Überlieferung bekannt. 1715 wurde sie ohne Belege als Stammsitz der seit dem 12. Jahrhundert nachzuweisenden Herren von Uslar angesehen. Lesefunde von Keramik datieren die Burg in das 9. bis 11. Jahrhundert.
1828 wurde das Burgareal zum „Lustwandlungspark“ und Krocketplatz umgestaltet, wobei die Wälle im Westen einplaniert wurden und der Zufahrtsweg durch die Gräben um die Burg herumgeführt wurde. Dennoch lassen sich Reste von Wall und Außengraben erkennen.

## Beschreibung
Die Dunieburg liegt auf der Südspitze des Eichhanges über dem Ahletal. Bei ihr handelt es sich um einen ca. 90 × 60 m großen Ringwall, dem im Südwesten eine halbkreisförmige Vorburg angefügt ist. Wall und vorgelagerter Graben sind im östlichen Bereich erhalten, hier ist der Wall bis 8 m breit und 1,5 m hoch, der Graben bis 7 m breit und 1 m tief. Die Grabensohle ist in einigen Bereichen verfüllt. Im Westen sind am Steilabfall zur Ahle keine Befestigungsspuren mehr vorhanden. Möglicherweise wurden sie hier beim Bau der Landstraße abgetragen. Der alte Zugang befand sich wahrscheinlich im Nordwesten. Der Innenraum des Ringwalles ist stark verändert und mit einem kleinen Gasthaus mit Spielplatz bebaut.